# Jang Chun-woong
Jang Chun-woong (kor. 장천웅; * 24. April 1975) ist ein südkoreanischer Badmintonspieler. 

## Karriere
Jang Chun-woong wurde bei der südkoreanischen Badmintonmeisterschaft 1998 Dritter im Herrendoppel mit Yoon Seung-hyun. Im gleichen Jahr stand er auch im Nationalteam seines Landes beim Thomas Cup 1998. Bei der Badminton-Weltmeisterschaft 1997 war er jedoch schon in Runde eins des Hauptfeldes ausgeschieden.

## Referenzen
- Jang Chun-woong beim Badminton-Weltverband

| Personendaten    | Personendaten                    |
| ---------------- | -------------------------------- |
| NAME             | Jang, Chun-woong                 |
| ALTERNATIVNAMEN  | 장천웅 (koreanisch, Hangeul)     |
| KURZBESCHREIBUNG | südkoreanischer Badmintonspieler |
| GEBURTSDATUM     | 24. April 1975                   |